# テセル国際空港
テセル国際空港（テセルこくさいくうこう、英語:Texel International Airport ）とは、オランダの北ホラント州 テセル基礎自治体にある民間空港である。ワッデン海のフリースラント諸島の西端に位置するのテセル島にある空港である。テセル最大の集落デン・ブルフの北北東6.5 km、アムステルダムの北83kmの位置にある。
国際空港を名乗っているため税関業務は行われているが、旅客便は就航していない。未舗装（草地）の滑走路は主にレシプロエンジンを搭載した小型飛行機とヘリコプターの離着陸に使われているが、フォッカー 50のようなターボプロップ旅客機やCessna Citation IIなどの小型ジェット機も離着陸出来る。
この空港の利用客の多くはスカイダイビングを楽しむ人や、夏季にこの島を自家用小型飛行機で訪れるバカンス客である。

## 施設
旅客施設（レストラン、軍用機博物館を含む）あり。

## 就航路線
旅客便は就航していない。

## 空港へのアクセス
本土へのフェリーが就航しているヘット・ホルンチェ港より、北北東へ13km。交通機関無し。